# Linaria mazandaranensis
Linaria mazandaranensis är en grobladsväxtart som beskrevs av Hamdi och Assadi. Linaria mazandaranensis ingår i släktet sporrar, och familjen grobladsväxter. Inga underarter finns listade i Catalogue of Life.